# Oscar d'Adelsward
Le baron Renaud Oscar d'Adelswärd également écrit Reinhold Oscar d'Adelsward est un industriel et homme politique français né le 18 décembre 1811 à Longwy (à l'époque en Moselle) et mort le 18 février 1898 à Saint-Hélier (Jersey).

## Biographie
Admis à l'école militaire de Saint-Cyr, il en sort officier d'état-major et quitte l'armée en 1844. Il s'installe à Nancy dont il devient conseiller municipal et administrateur du bureau de bienfaisance. Il est député de la Meurthe de 1848 à 1851, siégeant à droite. C'est l'un des promoteurs du comité de la rue de Poitiers et il soutient la candidature du général Cavaignac à la présidence de la République. Il dirige également les forges d'Herserange et y édifie, en 1865, le château d'Adelsward. Il est le grand-père de Jacques d'Adelswärd-Fersen.

## Décorations
- Chevalier de la Légion d'honneur[1] (2 août 1841)
- Officier de la Légion d'honneur[2] (31 décembre 1872)
- Chevalier de l'Ordre royal de l’Épée (30 avril 1842)
- Commandeur de l'ordre de Vasa (2 août 1861)

### Sources
- « Oscar d'Adelsward », dans Adolphe Robert et Gaston Cougny, Dictionnaire des parlementaires français, Edgar Bourloton, 1889-1891 [détail de l’édition]